# 1984

## أحداث

### يناير
- 1 يناير –
  - استقلال  بروناي عن  المملكة المتحدة.

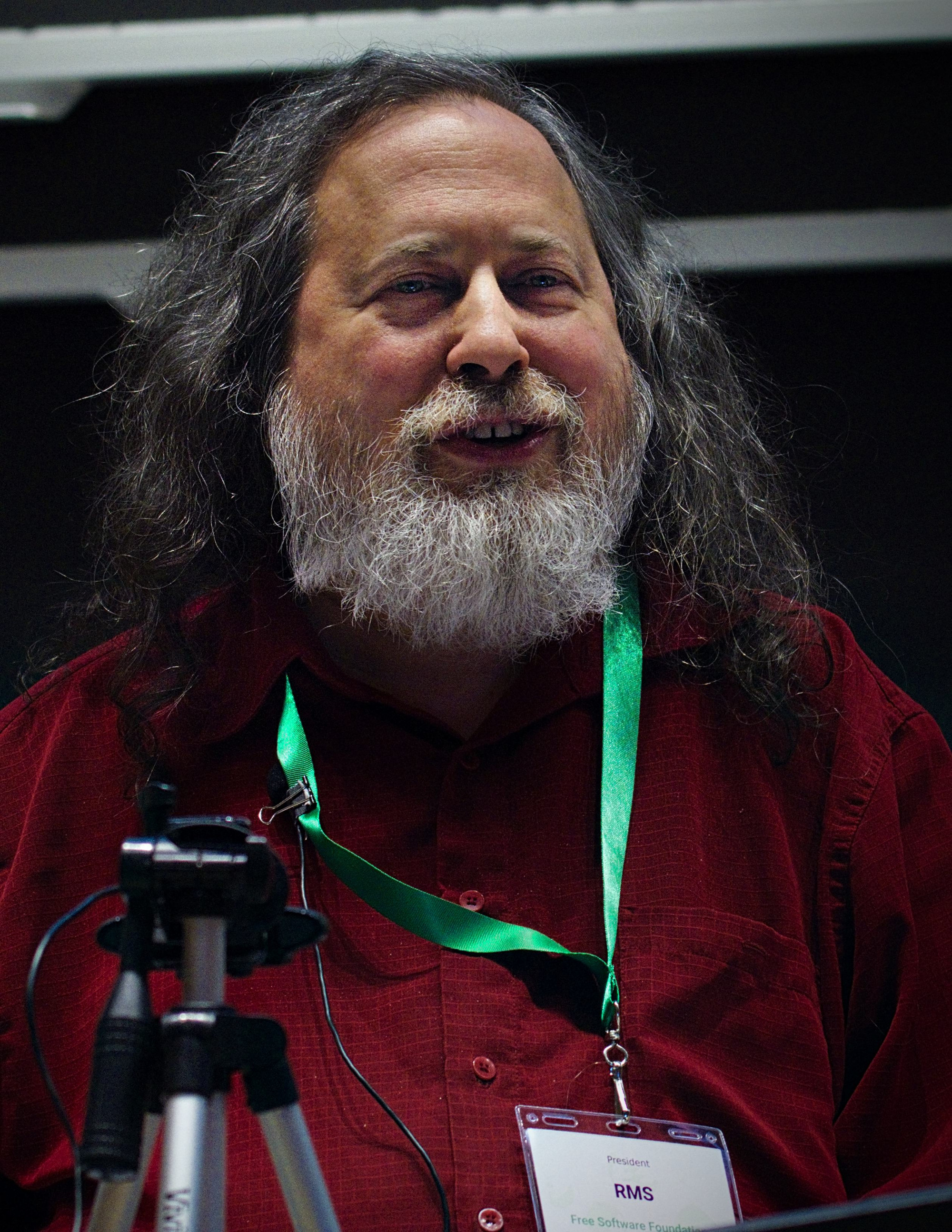
5 يناير - ريتشارد ستولمن يؤسس مشروع جنو

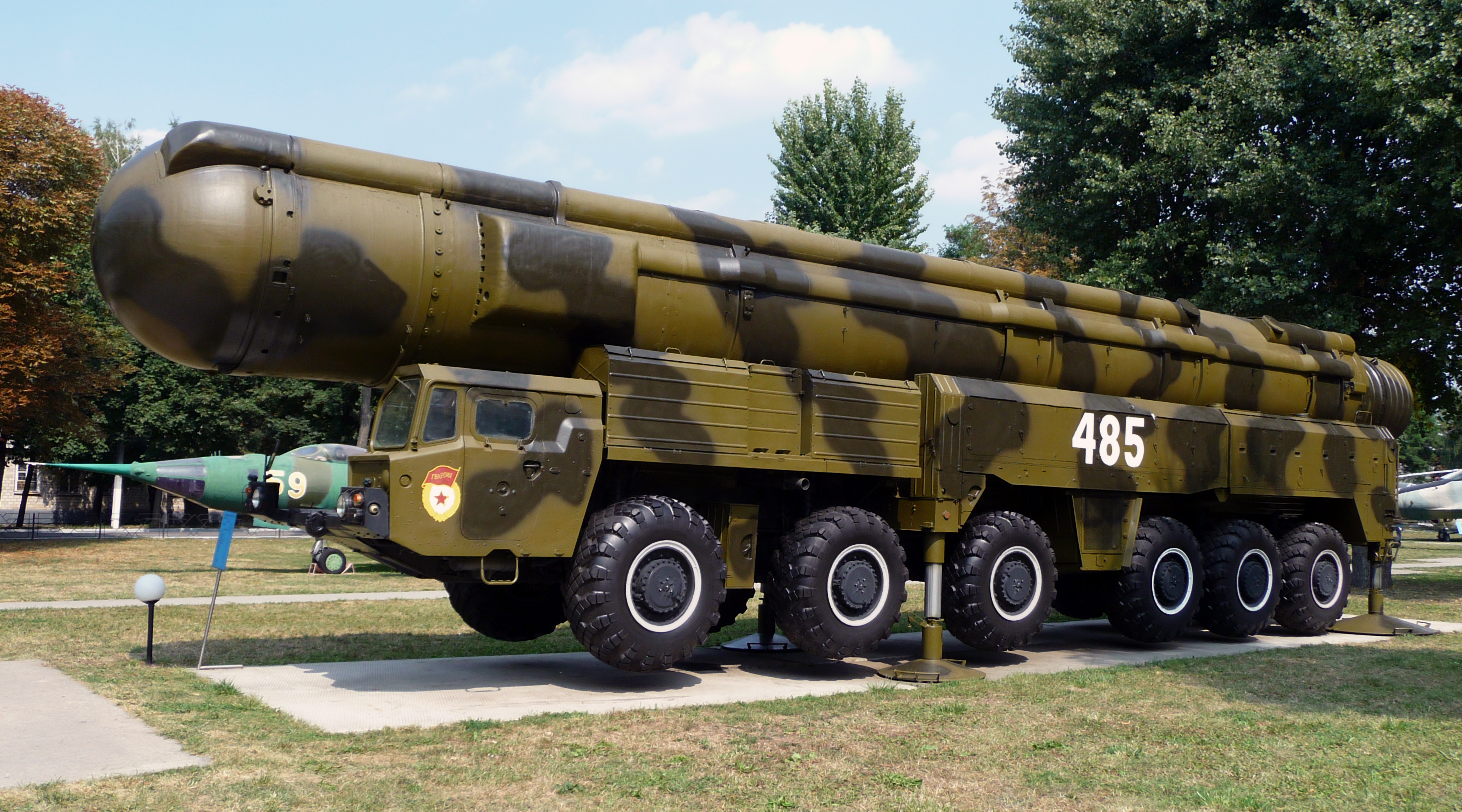
10 يناير - ينشر صواريخ باليستية متوسطة المدي من طراز RSD-10 (في الصورة) في ألمانيا الشرقية

  - تفكيك نظام بيل في  الولايات المتحدة الذي احتكر خدمات الهاتف منذ إنشاؤه عام 1877.
- 2 يناير : خمسة زوارق إيرانية تتعرض للهجوم والتدمير من قبل القوات البحرية العراقية في الخليج العربي.
- 3 يناير – الرئيس الأمريكي رونالد ريغان يلتقي بالملازم البحري روبرت غودمان والقس جيس جاكسون في البيت الأبيض، عقب إطلاق سراح الملازم غودمان من الأسر في  سوريا.
- 4 يناير : قصف جوي إسرائيلي على لبنان تتسبب في أكثر من 100 قتيلا و 400 جريحا في منطقة بعلبك.
- 5 يناير : ريتشارد ستولمن يؤسس مشروع جنو.
- 7 يناير –  بروناي تصبح العضو السادس في رابطة دول جنوب شرق آسيا (أسيان).
- 10 يناير –
  -  الولايات المتحدة و  الفاتيكان (الكرسي الرسولي) يستأنفان علاقاتهما الدبلوماسية.
  - توقيع اتفاقية فيكتوريا التي أسست للجنة المحيط الهندي.
  -  الاتحاد السوفيتي ينشر صواريخ باليستية متوسطة المدي من طراز RSD-10 في ألمانيا الشرقية.
- 18 يناير – انفجار في منجم فحم مييكي التابع لشركة ميتسوي اليابانية في أوموتا في فوكوكا في  اليابان، ومقتل 83 من عمال المنجم.
- 19 يناير : انتفاضة 1984 بالمغرب.

### فبراير

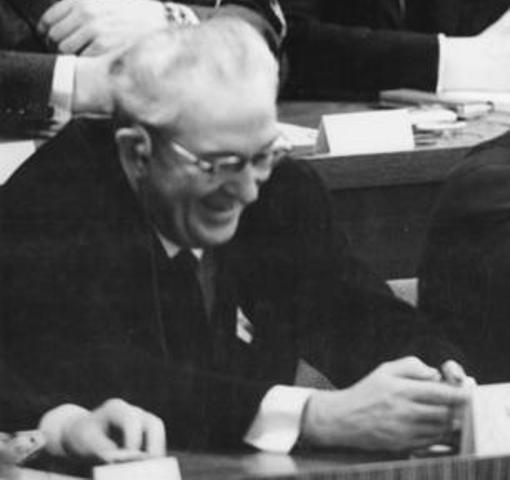
9 فبراير - وفاة الزعيم السوفييتي يوري أندروبوف

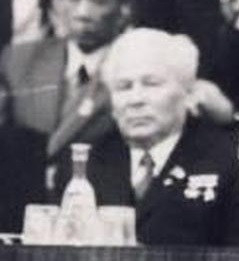
13 فبراير – كونستانتين تشيرنينكو يخلف يوري أندروبوف كأمين عام للحزب الشيوعي في

- 1 فبراير – تفعيل نظام الرعاية الصحية في  أستراليا.
- 3 فبراير – الدكتور جون باستر وفريقه البحثي في المركز الطبي التابع لجامعة كاليفورنيا، يعلنون ميلاد أول طفل بعد نجاح أول عملية نقل أجنة من امرأة إلى امرأة أخرى.
  - مكوك الفضاء تشالنجر ينطلق في مهمته العاشرة.
- 6 فبراير - انتفاضة 6 شباط في بيروت حيث ادت إلى استلام قوات اليسار اللبناني وحركة أمل إدارة القسم الغربي من بيروت.
- 7 فبراير - رائدا الفضاء بروس ماك كاندليس وروبرت إل ستيوارت يقومان أول عملية سير حر في الفضاء.
- 8 – 19 فبراير – انعقاد الألعاب الأولمبية الشتوية لعام 1984 في مدينة ساراييفو في  يوغوسلافيا.
- 9 فبراير - وفاة الزعيم السوفييتي يوري أندروبوف، الأمين العام للحزب الشيوعي في  الاتحاد السوفيتي.
- 13 فبراير – كونستانتين تشيرنينكو يخلف يوري أندروبوف كأمين عام للحزب الشيوعي في  الاتحاد السوفيتي.
- 23 فبراير – تأسيس سلسلة مؤتمرات تيد.
- 26 فبراير – انسحاب قوات المارينز الأمريكية من بيروت في  لبنان.
- 29 فبراير – استقالة رئيس الوزراء الكندي بيير ترودو.

### مارس

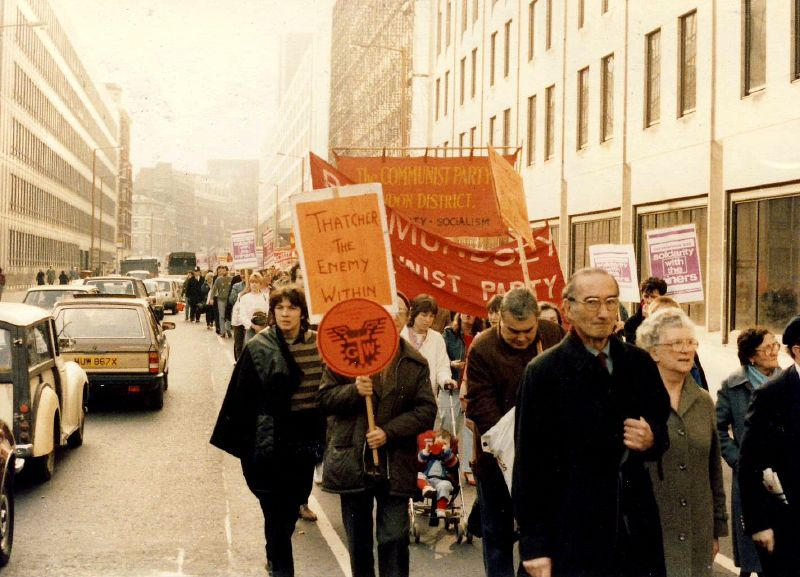
6 مارس – بدء إضراب عمال المناجم البريطانية (1984-1985)

- قوات سرايا الدفاع تحت إمرة رفعت الأسد تتحرك لتطويق دمشق
- 5 مارس  إيران تتهم  العراقباستخدام الأسلحة الكيماوية: وتدين الأمم المتحدة هذا الاستخدام في 30 مارس.
  - إلغاء اتفاق 17 أيار بين لبنان وإسرائيل.
- 6 مارس – بدء إضراب عمال المناجم البريطانية (1984-1985): والذي استمر لمدة عام، ويوصف بأنه من أكثر الإضرابات مرارة في التاريخ البريطاني، وذلك ضد إغلاق مناجم الفحم.
- 16 مارس - اختطاف رئيس مقر المخابرات المركزية الأمريكية في بيروت وليام فرانسيس باكلي على يد منظمة الجهاد الإسلامي، ويموت لاحقاً في الأسر.
- 23 مارس – الجنرال الباكستاني رحيم الدين خان يصبح أول شخص في التاريخ الباكستاني يحكم ولايتين في وقت واحد، بعد توليه منصب حاكم ولاية السند.
- 25 مارس – إنشاء معهد الكلمة الحية التابع للكنيسة الكاثوليكية الرومانية برئاسة الأب كارلوس ميغيل بويلا، في  الأرجنتين.

### أبريل
- 2 أبريل – الرئيس الأمريكي رونالد ريغان يدعو إلى حظر دولي للأسلحة الكيماوية.
- 9 أبريل – عقد حفل جوائز الأكاديمية السادس والخمسين (الأوسكار) في مسرح دوروثي تشاندلر، وقدمه جوني كارسون. ويفوز فيلم شروط إظهار العاطفة بجائزة أفضل فيلم.
- 12 أبريل – مسألة كاف 300: أربعة مسلحون فلسطينيون يختطفون الحافلة الإسرائيلية رقم 300 المتجهة من تل إبيب إلى عسقلان، ويأخذون الركاب وعددهم 41 كرهائن.
- 13 أبريل –
  -  الهند يتطلق عملية ميغدوت، وتحتل منطقة نهر سياشن الجليدي المتنازع عليها في إقليم كشمير، وتشعل نزاع سياشن مع  باكستان.
  - انتهاء أزمة سرايا الدفاع في سوريا.
- 15 أبريل – الاحتفال باليوم العالمي للشباب لأول مرة في روما في  إيطاليا.
- 16 أبريل – أكثر من نصف مليون بقيادة تانكريدو نيفيس، يحتلون شوارع ساو باولو للمطالبة بانتخابات رئاسية مباشرة خلال الحكم العسكري لجواو فيغيريدو. وهي أكبر احتجاجات خلال ما يعرف بحركة الاحتجاجات المدنية المعروفة باسم دجيريتاس جا Diretas Já (الانتخابات المباشرة الآن). كما أنها أكبر مظاهرة في تاريخ  البرازيل. وقد أقيمت الانتخابات الديمقراطية في عام 1989.
- 17 أبريل – مقتل الشرطية إيفون فليتشر على يد مسلح من السفارة الليبية، وتحاصر الشرطة اللندنية السفارة الليبية.
- 19 أبريل – الإعلان رسمياً عن اعتماد نشيد فلتقدمي يا أستراليا الجميلة كنشيد رسمي لأستراليا ليحل محل النشيد البريطاني فليحفظ الله الملكة، واللون الأخضر والذهبي كألوان وطنية.
- 23 أبريل – علماء أبحاث أمريكيون يعلنون عن اكتشاف فيروس الإيدز.
- 24 أبريل – حدوث انفجار شمسي من فئة إكس على سطح الشمس.

### مايو

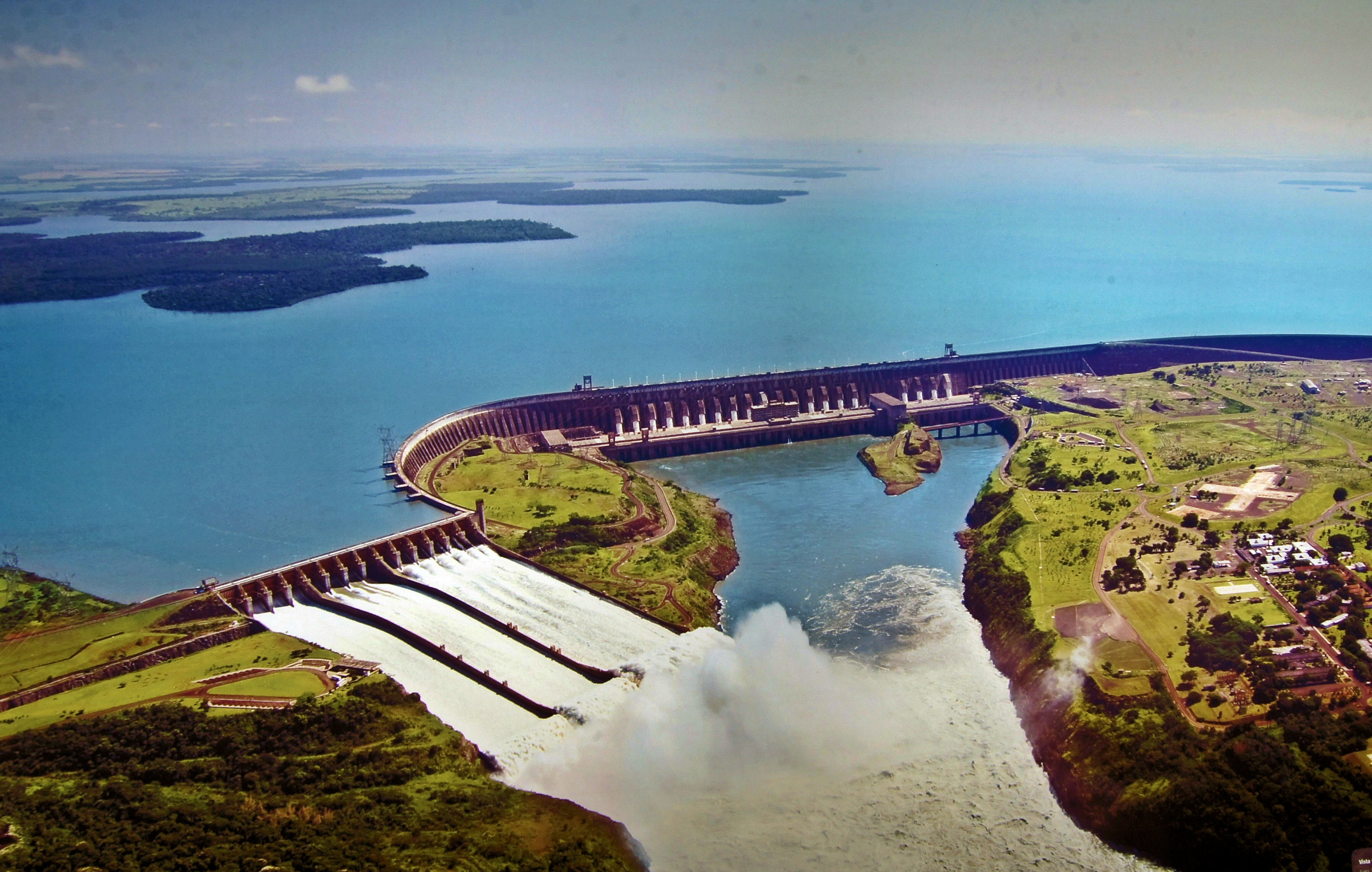
5 مايو – افتتاح سد إيتايبو على الحدود بين و

- 2 مايو –  جنوب إفريقيا و موزمبيق و البرتغال يوقعان اتفاقاً حول إمدادات الطاقة الكهربائية من سد كاهورا باسا.
- 5 مايو – افتتاح سد إيتايبو على الحدود بين  البرازيل و باراغواي بعد تسع سنوات من الإنشاءات، وكان في ذلك الوقت أكبر سد هيدروكهربائي في العالم.
- 7 مايو - زلزال بقوة 5.9 على مقياس ريختر يضرب إيطاليا.
- 8 مايو –
  -  الاتحاد السوفيتي يعلن مقاطعته للألعاب الأولمبية الصيفية لعام 1984 في لوس أنجلس.
  - دينيس لورتي يقتل ثلاثة موظفين حكوميين في مبنى الجمعية الوطنية في كيبيك.
- 11 مايو – عبور الأرض بين المريخ والشمس.
- 13 مايو – كارثة سيفيرمورسك: انفجار في قاعدة سيفيرمورسك البحرية السوفيتية يدمر ثلثي الصواريخ المخزنة للأسطول الشمالي السوفيتي. ويدمر الانفجار أيضاً الورش الضرورية لصيانة الصواريخ وكذلك المئات من التقنيين. وسمى خبراء عسكريون غربيون الحادثة بأنها أسوأ كارثة في البحرية السوفيتية منذ الحرب العالمية الثانية.
- 14 مايو – سك عملة معدنية من فئة دولار واحد في  أستراليا.
- 30 مايو - كسوف حلقي للشمس يشاهد من الولايات المتحدة الأمريكية.

### يونيو

6 يونيو – إطلاق لعبة تتريس في

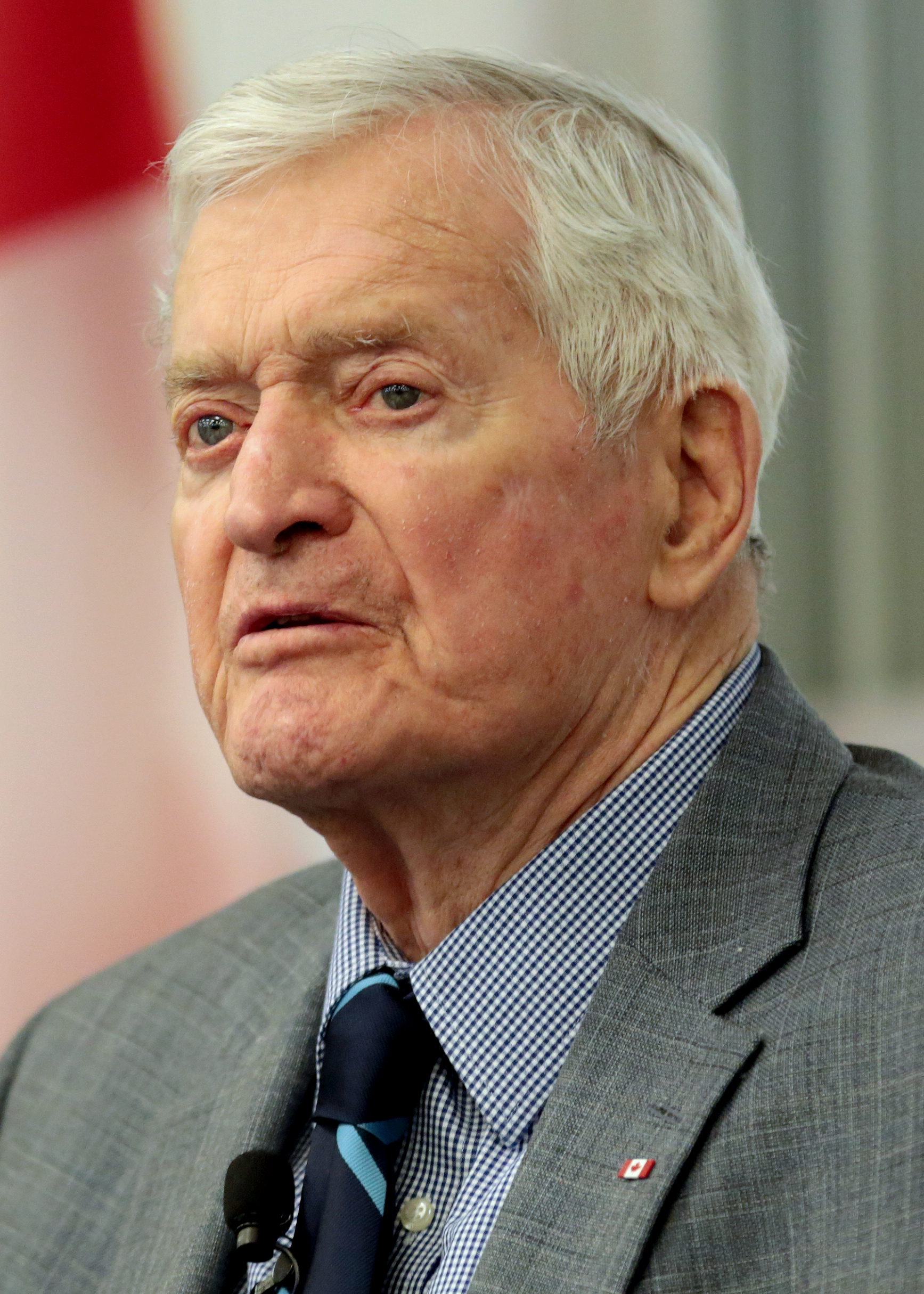
30 يونيو – جون تورنر يصبح رئيس وزراء السابع عشر

- 3 يونيو – رونالد ريغان يزور موطن أسلافه في باليبورين في جمهورية  أيرلندا.
- 5 يونيو – الحكومة الهندية تبدأ عملية النجم الأزرق، للسيطرة على المعبد الذهبي في أمريتسار.
- 6 يونيو – إطلاق لعبة تتريس في  الاتحاد السوفيتي على الحاسوب إليكترونيكا 60.
- 8 يونيو –
  - إعصار من الفئة الخامسة يدمر مدينة بارنيفيلد في ولاية ويسكونسن الأمريكية، ويقتل تسعة أشخاص، ويصيب مائتين آخرين، ويسبب بأضرار قدرها 25 مليون دولار أمريكي.
  - إصدار أفلام صائدو الأشباح والجريملينز في الولايات المتحدة.
- 16 يونيو – تأسيس شركة الترفية الكندية سيرك دو سوليه في مونتريال في  كندا.
- 22 يونيو –
  - تغيير اسم مدينة أورفة التركية إلى شانلي أورفة.
  - شركة طيران فيرجين أتلانتيك تقوم بأول رحلاتها.
- 27 يونيو –
  -  فرنسا تهزم  إسبانيا 2-0 في بطولة أمم أوروبا 1984.
  - احتراق شعر ملك البوب الأمريكي مايكل جاكسون إثر تصوير إعلان لبيبسي.
- 28 يونيو – ريتشارد راميرز المعروف باسم المتعقب الليلي (لارتكابه جرائمه في الليل) يرتكب أول جرائمه المؤكدة.
- 30 يونيو – جون تورنر يصبح رئيس وزراء  كندا السابع عشر.

### يوليو
- 1 يوليو –

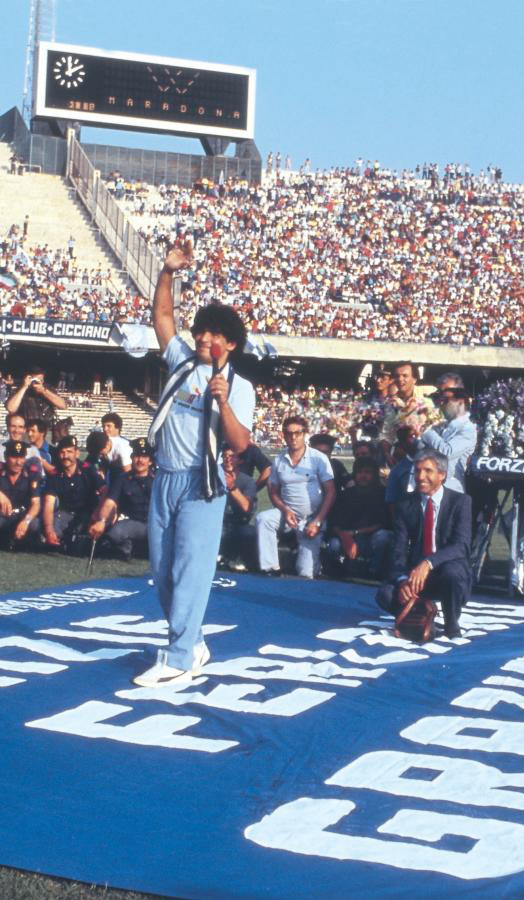
1 يوليو - انتقال دييغو مارادونا إلى نادي نابولي. ويقدم في ستاد سان باولو في 5 يوليو (في الصورة)

  - لشتنشتاين تصبح آخر دولة في أوروبا تمنح النساء حق الانتخاب.
  - لاعب كرة القدم الأرجنتيني دييغو مارادونا يباع من نادي برشلونة الإسباني إلى نادي نابولي الإيطالي بصفقة قياسية قدرها 10.48 مليون دولار أمريكي.
- 13 يوليو – تيري واليس صاحب التسعة عشر عاماً والمقيم في جبال الأوزارك في ولاية أركنساس، يسقط في غيبوبة بعد حادث سيارة خطير، وتستمر الغيبوبة لمدة تسعة عشر عاماً ليستيقظ في الثالثث من يونيو 2003.
- 14 يوليو – رئيس وزراء  نيوزيلندا روب مالدون يدعو إلى انتخابات مبكرة، ويخسرها لصالح زعيم المعارضة من حزب العمال ديفيد لانغ.
- 18 يوليو –
  - بيفيرلي بيرنز أول طيارة امرأة تقود طائرة بوينغ 747 في العالم.
  - في سان إيسيدرو في سان دييغو في  الولايات المتحدة، يقوم أوليفر هابرتي صاحب الواحد والأربعين سنة، بإطلاق النار على أحد مطاعم ماكدونالز، ويقتل واحد وعشرين شخصاً قبل أن ينتخر.
- 23 يوليو – فانيسيا وليامز تكون أول ملكة جمال أمريكا تستقيل حين تنازلت عن لقبها، بعدما نشرت لها صور عارية في مجلة بنتهاوس.
- 25 يوليو – سفيتلانا سافيتسكايا تصبح أول رائدة فضاء امرأة تقوم بالسير الحر في الفضاء.
- 28 يوليو – 12 أغسطس – تنظيم الألعاب الأولمبية الصيفية لعام 1984 في لوس أنجلس في كاليفورنيا في  الولايات المتحدة.

### أغسطس
- 1 أغسطس – إلغاء القيود الحكومية على البنوك في  أستراليا.
- 4 أغسطس –
  - جمهورية فولتا العليا في أفريقيا تغير اسمها إلى بوركينا فاسو.
  - الغواصة السوفيتية كي-278 كومسوموليتس تصل إلى عمق قياسي قدره 1020 متراً.
- 11 أغسطس – الرئيس الأمريكي رونالد ريغان، وأثناء اختبار صوتي لبث إذاعي يقول مازحاً: «رفاقي الأمريكيين، يسعدني إخباركم اليوم أنني وقعت على تشريع يجرم روسيا للأبد. سنبدأ القصف بعد خمس دقائق».
- 16 أغسطس – تبرئة جون ديلورين من تهم حيازة والاتجار بالكوكايين.
- 21 أغسطس – نصف مليون شخص في مانيلا في  الفلبين يتظاهرون ضد حكم فرديناند ماركوس.
- 28 اغسطس - معمر القذافي يضع حجر الأساس لتشييد النهر الصناعي العظيم في ليبيا.
- 30 أغسطس – مكوك الفضاء ديسكفري يقوم بأولى رحلاته.

### سبتمبر

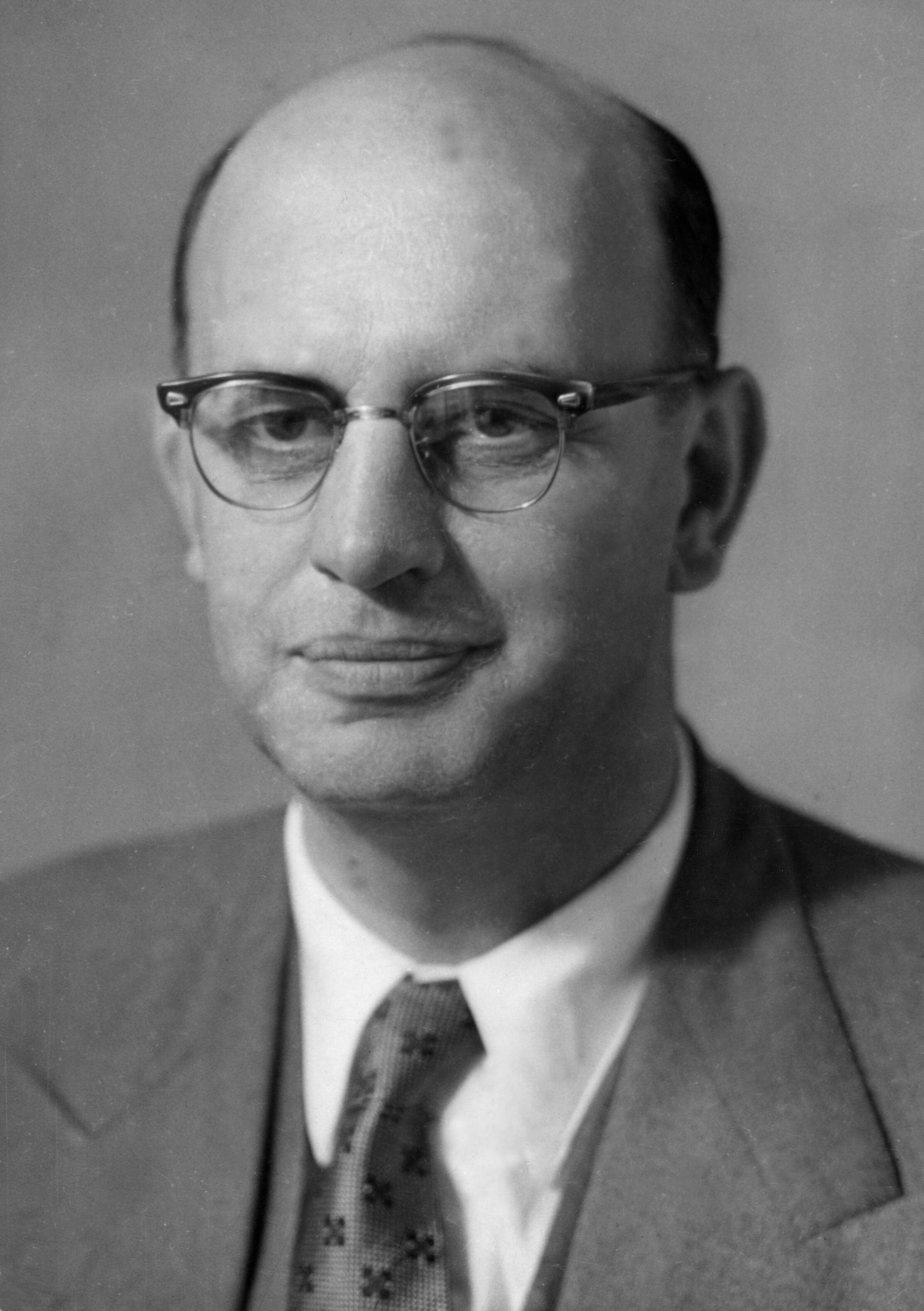
14 سبتمبر – بيتر ويليم بوتا يتولى منصب رئيس

- 2 سبتمبر – مقتل سبعة أشخاص وإصابة اثنا عشر آخرين في مذبحة ميلبيرا، وهي تبادل إطلاق النار بين عصابات الدرجات النارية المتنافسة بانديدوس وكومانتشيروس في سيدني في  أستراليا.
- 4 سبتمبر – الحزب الكندي التقدمي المحافظ بقيادة برايان مالروني، يفوز بـ 211 مقعد في مجلس العموم الكندي، ويشكل أكبر حكومة أغلبية في تاريخ كندا.
- 5 سبتمبر – مكوك الفضاء ديسكفري يهبط بعد قيامه برحلته الأولى في قاعدة إدواردز الجوية في كاليفورنيا.
  - ولاية أستراليا الغربية تصبح آخر ولاية في  أستراليا تلغي عقوبة الإعدام.
- 7 سبتمبر – انفجار في مركب دورية مالطي يتخلص من ألعاب نارية غير شرعية، أمام جزيرة غودش ومقتل سبعة جنود وضباط شرطة.
- 13 سبتمبر - تشكيل حكومة إسرائيلية ائتلافية بين حزب العمل الإسرائيلي والليكود برئاسة متبادلة بين شمعون بيريز واسحق شامير.
- 14 سبتمبر –
  - بيتر ويليم بوتا يتولى منصب رئيس  جنوب إفريقيا.
  - جو كيتنغر يصبح أول شخص يحلق بمنطاد غاز بمفرده عبر المحيط الأطلنطي.
- 16 سبتمبر – برايان مالروني يؤدي القسم رئيساً لوزراء كندا.
- 20 سبتمبر – حزب الله يفجر مجمع السفارة الأمريكية في بيروت بسيارة مفخخة، ويقتل 24 شخصاً.
- 26 سبتمبر –  المملكة المتحدة و الصين يوقعان الاتفاق المبدئي لإعادة  هونغ كونغ إلى  الصين في عام 1997.

### أكتوبر

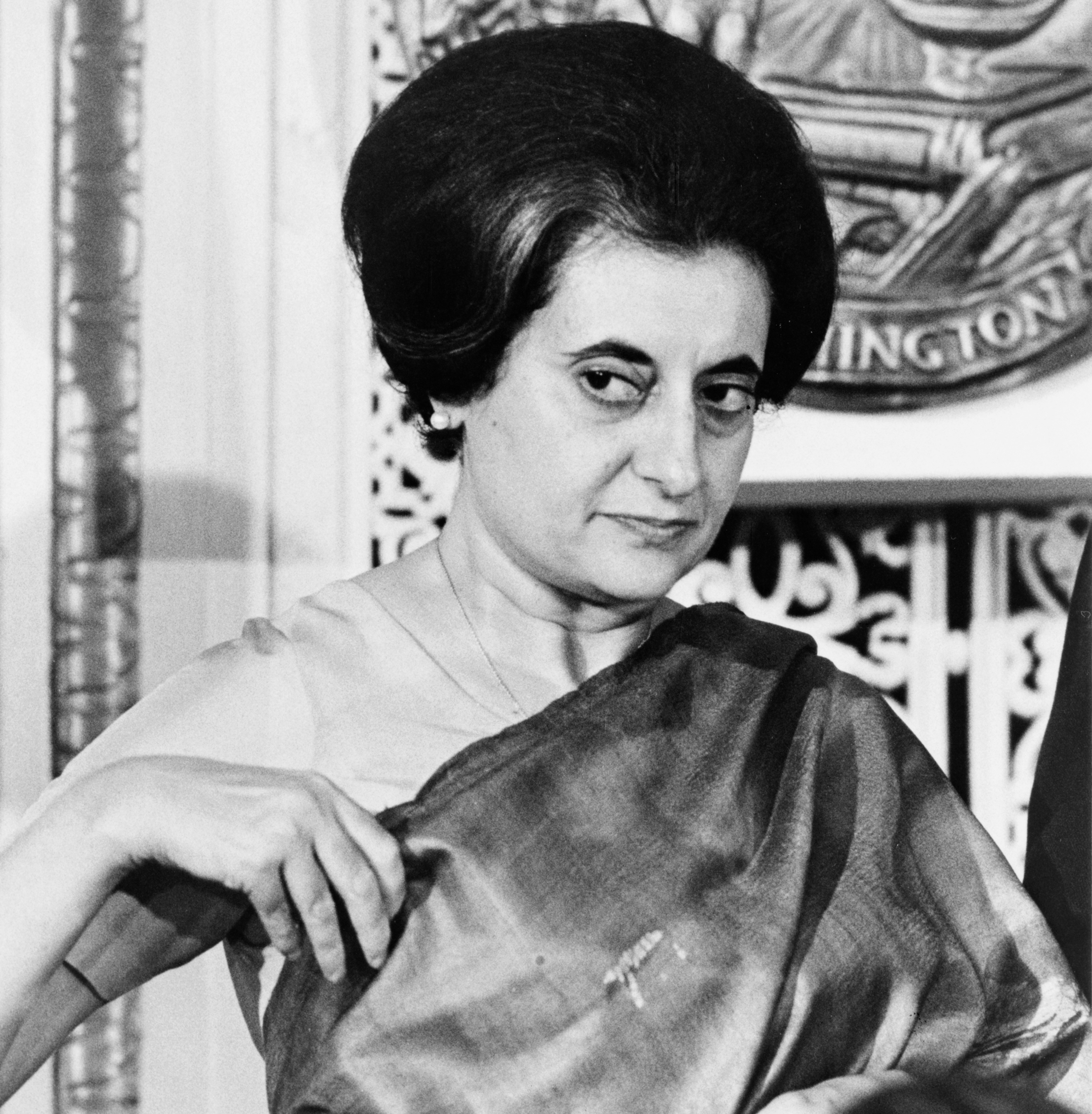
31 أكتوبر - اغتيال أنديرا غاندي رئيسة وزراء

- 4 أكتوبر – تيم ماكارتني سنيب وغريغ مورتيمر يصبحان أول أستراليين يرتقيان قمة جبل إيفرست.
- 5 أكتوبر – مارك غارنو يصبح أول كندي في الفضاء على متن مكوك الفضاء تشالنجر.
- 11 أكتوبر – على متن مكوك الفضاء تشالنجر، رائدة الفضاء كاثرين سوليفان تصبح أول امرأة أمريكية تقوم بالسير الحر في الفضاء.
- 12 أكتوبر – الجيش الجمهوري الأيرلندي الانفصالي يحاول اغتيال رئيسة الوزراء مارغريت ثاتشر والحكومة البريطانية في تفجير فندق برايتون. وأسفر الهجوم الإرهابي عن مقتل خمسة أشخاص وجرح 31.
- 19 أكتوبر - الشرطة السرية البولندية تختطف ييجي بوبيلوشكو وهو قس كاثوليكي مؤيد لحركة تضامن. ووجدت جثته في خزان مائي بعد أحد عشر يوماً في 30 أكتوبر.
- 23 أكتوبر – البي بي سي تنشر تقريراً حول المجاعة في  إثيوبيا، حيث مات الآلاف من الجوع وتعرضت حياة الملايين للخطر.
- 25 أكتوبر – السوق الأوروبية المشتركة ترصد مبلغ قدره 1.8 مليون جنيه إسترليني لمحاربة المجاعة في  إثيوبيا.
- 26 أكتوبر – إصدار فيلم ذا ترمنايتور في الولايات المتحدة بطولة أرنولد شوارزينغر.
- 31 أكتوبر –
  - اغتيال أنديرا غاندي: حارسا أمن من السيخ يغتالان رئيسة الوزراء الهندية أنديرا غاندي في نيودلهي. واندلاع أعمال شغب ضد السيخ، تتسبب في مقتل من عشرة آلاف إلى عشرين ألف شخص في دلهي والمناطق المحيطة ذات الأغلبية الهندوسية. ويصبح راجيف غاندي رئيساً للوزراء في  الهند.
  -   الفاتيكان يصدر عفواً عن جاليليو جاليلي وعن أعماله دوران الأرض بعد 358 سنة من إدانته.

### نوفمبر

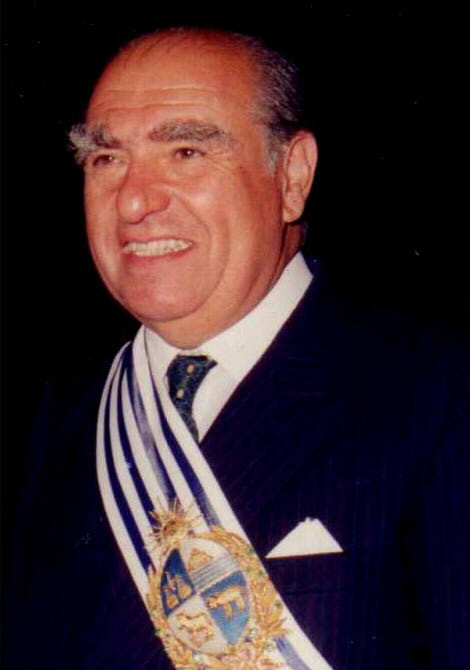
25 نوفمبر – انتخاب خوليو ماريا سانغوينيتي ديمقراطياً بعد 12 عاماً من الحكم العسكري للبلاد

- 1 – 4 نوفمبر – مذابح جماعية ضد السيخ في دلهي وأماكن أخرى في  الهند، عقب اغتيال رئيسة الوزراء أنديرا غاندي.
- 4 نوفمبر – الجبهة الساندينية للتحرير الوطني تفوز بالانتخابات العامة في  نيكاراغوا.
- 6 نوفمبر –
  - الانتخابات الرئاسية الأمريكية: الجمهوري رونالد ريغان يهزم الديمقراطي والتر مونديل، بنسبة 59% في التصويت الشعبي وهو الأعلى منذ فوز ريتشارد نيكسون بنسبة 61% في التصويت الشعبي في عام 1972. ويفوز ريغان بتسعة وأربعين ولاية في المجمع الانتخابي، ويفوز مونديل في ولايته الأم مينيسوتا ومنطقة كولومبيا.
- وزير الخارجية الأمريكي المستقبلي والمرشح الرئاسي جون كيري ينتخب كديمقراطي في مجلس الشيوخ الأمريكي عن ولاية ماساتشوستس، حيث سيخدم حتى عام 2013، حين يستقيل ليتولى وزارة الخارجية خلفاً لهيلاري كلينتون.
- 9 – 11 نوفمبر – عقد أول مؤتمر لمخترقي الحاسوب.
- 11 نوفمبر – اغتيال سيزار كليماكو عمدة مدينة زامبوانغا في  الفلبين، وهو معارض بارز للرئيس الفلبيني فرديناند ماركوس، في مسقط رأسه.
- 19 نوفمبر – سلسلة من الانفجارت في منشآت بيميكس لتخزين البترول في مدينة سان خوان إيخواتيبيك في مكسيكو سيتي، وتسبب في اندلاع حريق ضخم ويقتل حوالي 500 شخص.
- 12 نوفمبر - انسحاب المغرب من منظمة الوحدة الإفريقية إثر اعترافها بالجمهورية العربية الصحراوية الديمقراطية.[1]
- 25 نوفمبر – الانتخابات الرئاسية في  الأوروغواي: انتخاب خوليو ماريا سانغوينيتي ديمقراطياً بعد 12 عاماً من الحكم العسكري للبلاد.
- 28 نوفمبر – بعد خمسين سنة من وفاتهم، يُمْنَح وليام بين وزوجته هانا كالوهيل بين المواطنة الشرفية في  الولايات المتحدة.
- 30 نوفمبر – حركة نمور التاميل تبدأ في حملة تطهير عرقية وتقتل سنهاليين من شمال وشرق  سريلانكا، ومقتل 127 شخصاً.

### ديسمبر

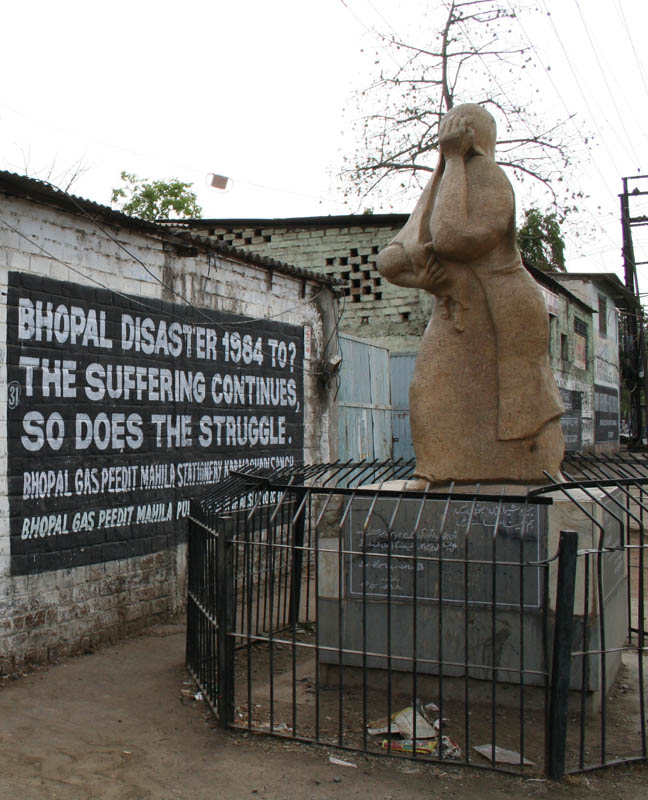
3 ديسمبر – كارثة بوبال في وفي الصورة نصب تذكاري للضحايا

- توقيع اتفاقية سلام بين  كينيا و الصومال في العاصمة المصرية القاهرة. وفيه تتنازل الصومال رسمياً عن مطالبتها الإقليمية التاريخية، وتبدأ العلاقات بين البلدين بالتحسن.
- 2 ديسمبر – الانتخابات الفدرالية الأسترالية: حزب العمال الحاكم بقيادة بون هوك، يعاد انتخابه بأغلبية أقل، ويهزم ائتلاف الليبرالين والوطنيين بقيادة أندرو بيكوك.
- 3 ديسمبر –
  - كارثة بوبال: انفجار في مصنع للكيماويات ويتسرب مادة ميثيل إيزوسيانات في بوبال في ولاية ماديا براديش في  الهند. ومقتل أكثر من 8000 شخص وإصابة أكثر من نصف مليون شخص (وارتفعت الوفيات إلى أكثر من 23 ألف شخص)، في حادثة توصف بأنها أسوأ كارثة اقتصادية في التاريخ.
  - خصخصة شركة بريتيش تيليكوم البريطانية.
- 4 ديسمبر – الحرب الأهلية السريلانكية: الجيش السريلانكي يقتل من 107 إلى 150 مدنياً في مانار.
  - مقاتلي حزب الله يختطفون طائرة الخطوط الجوية الكويتية ويقتلون أربعة مسافرين.
- 8 ديسمبر – تأسيس شركة سيسكو سيستمز الأمريكية، وهي الأولى عالمياً في مجال المعدات الشبكية.
- 19 ديسمبر –  الصين و المملكة المتحدة توقعان الإعلان الصيني البريطاني المشترك بشأن مستقبل هونغ كونغ.
- 22 ديسمبر – أربعة أمريكيين شباب من أصول أفريقية وهو باري آلن وتروي كانتي وجيمس رامسور وداريل كابي، وهم على متن قطار سريع في حي برونكس في مدينة نيويورك. يحاولون سرقة برنارد غوتس، فيطلق عليهم الرصاص. وتثير تلك الحادثة جدلاً قومياً حول جرائم المدن في الولايات المتحدة.
  -  مالطا: استقالة رئيسا الوزراء دوم مينتوف.
- 28 ديسمبر – غرق صاروخ بحري سوفيتي في بحيرة إينارينيارفي في إقليم لابلاند في  فنلندا. وستكشف السلطات الفنلندية عن الحادث بشكل علني في 3 يناير 1985.

### بلا تاريخ محدد
- شوكو أساهارا يؤسس أوم شنريكيو.
- اشتداد حدة المجاعة في  إثيوبيا التي استمرت من سنة 1983 إلى 1985، بسبب تجدد الجفاف في منتصف العام، ومقتل أكثر من مليون إنسان في نهاية العام.
- بدء انتشار مخدر الكراك وهو نوع من الكوكايين الصالح للتدخين، في مدينة لوس أنجلس وينتشر في أنحاء  الولايات المتحدة، فيما يعرف بوباء الكراك.

## مواليد
- طارق حسان
- آشلي سمبسون
- آفريل لافين
- أبونو
- أحمد باروسو
- أحمد حديد
- أحمد سعيد (أوكا)
- أحمد عجب
- أحمد فتحي
- أريستيد بانسي
- أرين روبين
- أسامة الملولي
- أسامة هوساوي
- أغوستينو غاروفالو
- ألان هاتون
- ألبيرتو أكويلاني
- ألبين إبوندو
- ألكساندر غينريخ
- ألكسندر ليكاتا
- أليزى
- أليساندرو بوتينزا
- أليساندرو ماتري
- أليكس بروس
- أليكسيس روماو
- أمريكا فيرارا
- أنتوني لوتاليك
- أنتونيو بويرتا
- أنجيل خافيير أريزميندي
- أنجيل لافيتا
- أندرو دافيز
- أندريا راجي
- أندريا لازاري
- أندريس إنيستا
- أندي ويلكينسون
- أنيست أدجامونسي
- أوبافيمي مارتينز
- أوستن إيجيدي
- أوليفيا وايلد
- أوماريون
- أوه بوم سيوك
- أوه جانغ أون
- أيمن المثلوثي
- إدغار باريتو
- إديكسون بيريا فالينسيا
- إرمينيو رولو
- إروان كوينتين
- إريك مولونغي
- إسلوم إنوموف
- إلدين ياكوبوفيتش
- إلياس زيان شريف
- إنيغو دياز دي سيريو
- إيان تورنر
- إيف توريس
- إيفان راميس
- إيفان كويلار
- إيفانيي إيميغارا
- إيفو مينار
- إيكيتشوكوو أوتشي
- إيمانويل أديبايور
- إيمري غونغور
- إيميرس فاييه
- اسحق تشانسا
- إسماعيل العجمي
- الأمير هنري
- المعتز بالله إينو
- اندرياس سيبي
- ايثيل مانين
- باب دياكاتي
- بابا نداي
- بابلو ألفاريز
- بابلو فونتانيلو
- بابلو ليديسما
- باتريك هيلمس
- بادارا سين
- بارون سوبتي
- باستيان شفاينشتايغر
- باشونتر
- بدر العازمي
- بدر صالح
- بدر الميمني
- بدر منصور
- بدر هاري
- براد غوزان
- برانسلاف ايفانوفيتش
- برونو سوريانو ليدو
- بريان بيرغونيو
- بريت هولمان
- بوبكر كوني
- بوراك أوزشيفيت
- بوشكو يانكوفيتش
- بول غالاغير
- بيتر ماتي
- بيدرو سانتا سيسيليا غارسيا
- بير ميرتساكر
- بينوت أسو إكوتو
- بيوتور تروخوفسكي
- بيورن رنستروم
- بيير بويا
- تامير كوهين
- توماس زاهورسكي
- توموك
- تياغو سيلفا
- تيسير الجاسم
- ثيمبنكوسي فانتيني
- جارود سميث
- جاسم العويسي
- جاك فاتي
- جاكوب مولينغا
- جاموفاندو نغاتجزيكو
- جان كالفي
- جوردان لوتيس
- جوستن هويت
- جوفاني بارتولوتشي
- جوليو كولومبو
- جون ديفيد واشنطن
- جوناثان برينستن
- جويل سامي
- جيرالد دي غاوري
- جيامباولو بازيني
- جيريمي بلاياك
- جيريمي بيرثود
- جيريمي كليمينت
- جيريمي موريل
- جيفيرسون فارفان
- جيليس أوغستين بينيا
- جيمي كيليستينو
- جيورجي غاريكس
- جيوفاني مارتشيزي
- حامد نعموشي
- حسان يبدة
- حسن ربيع
- حسن الرداد
- حسن معاذ
- حسني عبد ربه
- حسين حاكم
- حسين فاضل
- حسين ياسر
- حمدي هوبيس
- خافيير ماسكيرانو
- خالد النمش
- خليفة عايل
- خليفه سيسيه
- خواكين لاريفي
- خوان بابلو فرانسيا
- خوان بابلو كاريزو
- خوان فاليرا
- خوان كاميلو زونيغا
- خوان لويس هينز لوريتي
- خوان موناكو
- خوسيه باولو غيريرو
- خولة حمدي
- خيسوس خافيير غوميز
- خيسوس داتولو
- دارين بينت
- دارين فليتشير
- داريو كان
- داميانو فيرونيتي
- داميين بيركويس
- دانا ديفيس
- دانيال مصطفى
- دانييل آغر
- دميتري تروبنسكي
- دوشان باستا
- ديان ميلوفانوفيتش
- ديدييه كونان يا
- ديفيد أودونكور
- ديفيد بينتلي
- ديفيد جونز
- ديفيد مورفي
- ديمبا توري
- دين مارني
- دينيس أوليتش
- دييغو بيني
- رافان سيديبي
- رافاييل سانتوس
- رافاييلي بالادينو
- رشيد بوعوزان
- رمضان أوزكان
- روبرت هوث
- روبيرتو هيلبيرت
- روبينهو
- رومان كيناست
- رومان هوبنيك
- ريتشارد إرومويغبي
- ريكاردو سالامبسي
- ريمي غوميز
- رينات يانباييف
- ريناتو أدريانو جاكو موريس
- رينو كوهاد
- ريو أنطونيو مافوبا
- زلاتكو ديديتش
- زوران ريندوليتش
- سانتي كازورلا
- ساندرو سيلفا
- سايدو بانانديتيغويري
- ستيفان سيسينيون
- ستيفان كيسلينغ
- ستيفان ليكتستينر
- ستيفانو غوبيرتي
- ستيوارت داونينغ
- سجاد صاليحوفيتش
- سفيان حركات
- سعد الحارثي
- سكارليت جوهانسون
- سلطان السعود
- سلطان الطوقي
- سمير هاندانوفيتش
- سولي علي مونتاري
- سوماليا دياكيتي
- سونيل تشيتري
- سيدريك ماكيادي
- سيسيرو سانتوس
- سيغاماري ديارا
- سيفيوي تشابالالا
- سيلفان إدانغار
- سيموني بادوين
- شاين وارد
- شوقي بن سعادة
- صامويل جونسون
- صبري ساريوغلو
- صلاح الدين عقال
- طارق الشمري
- عبد العزيز العلي
- عبد الفتاح الآغا
- عبد القادر غزال
- عبد الله كونكو
- عبد المالك زياية
- عبد المحسن بالة
- عبده عطيف
- عدنان الحافظ
- عصام جمعة
- عصام فايل
- عفاس الهرشاني
- عقيل جابر
- علي العيسى
- عماد الحوسني
- عمر غازي
- عمر فاروق عبد المطلب
- عمري شادلي
- غابرييل بينالبا
- غاري أوكونور
- غايزكا توكويرو
- غايل مايا
- غريغوري بوريلون
- غلين جونسون
- غلين ويلان
- غوخان إنلر
- غونزالو خافيير رودريغيز
- غونزالو روبين بيرغيسيو
- غونزالو كاسترو إريزابال
- غيران نداو
- غيلوم وارو
- فاغنر لوف
- فرانشيسكو لودي
- فرانشيسكو لونارديني
- فرانكلين أبريل
- فرناندو ماركيز
- فريدا بينتو
- فريدريك ستور
- فضل شناعة
- فلاديمير بيستروف
- فلوريان باغ
- فلورينت سيناما بونغول
- فلورينت مارتي
- فهد الرشيدي
- فهد المبارك
- فوزي بشير
- فوزي شاوشي
- فيديريكو بيلوسو
- فيرديناندو سفورزيني
- فيصل خليل
- فيكتور بوديانيسكي
- فيكتور هيوغو مونتانو
- فيلكس كاتونغو
- فيليب دياز دا سيلفا دال بيلو
- فيليب شيبو
- كاترينا كايف
- كاتليغو مفيلا
- كاتي ميلوا
- كارل فاليري
- كارلوس ألبرتو تيفيز
- كارلوس كاميني
- كاغيسو ديكغاكوا
- كامل غيلاس
- كايتي بيري
- كريستوفر سامبا
- كريستيان أوبودو
- كريستيان إيغلر
- كريستيان سابونارو
- كريستيان ليل
- كريغ هالفورد
- كريم سلطاني
- كلارو أدريانو
- كلاوديو تيرزي
- كندة حنا
- كوسمين موتي
- كيبا بلانكو
- كيران ريتشاردسون
- كيشو يانو
- كيفن جاكموت
- كيفين زيغرس
- كيفين فولي
- كينواين جونز
- كينيدي مويني
- لارسين توري
- لو كوان يي
- لودوفيك أوبرانياك
- لورانت ريكوديرس
- لورينت أغوازي
- لوكا أنتونيني
- لوكا ريغوني
- لوكاس باريوس
- لوكاس غرابيل
- لويس خيمينيز
- لويس روبلس
- لي برانارد
- لي هو
- ليام روسينيور
- ليام ريدغويل
- لياندرو غيودا
- ليبرون جيمز
- ليبرون جيمس
- ليتون باينز
- ليروي ليتا
- لينا كاتينا
- ماتياس سيلفيستر
- ماتيو غاليانو
- ماتيو فلاميني
- ماثيو فالبوينا
- ماثيو كيلغالون
- ماجد المرشدي
- مارتين بيرغفولد
- مارتين شكرتيل
- مارتين لانيغ
- مارسيل تشافر
- مارشال ألمان
- مارك زوكربيرج
- مارك غونزاليس
- ماركو أيروسا
- ماركو بياغيانتي
- ماري إليزابيث وينستد
- ماريو أنشيك
- ماسيو ريغتيرز
- ماكوتو هاسيبي
- ماندي مور
- مانويل أرانا رودريغيز
- مانويل أورتيز توريبيو
- مانويل كانغي
- مانيو ديل مورال
- مايكل تشاني
- مايكل رينسنج
- محمد أليمو ديالو
- محمد تشيتي
- محمد علي جمعة الصناني
- محمد مبارك
- محمد ناجي
- محمد نامي
- مدحي لحسن
- مراد مغني
- مروان الشماخ
- مسعود شجاعي
- منصور مويدجا
- منير الحمداوي
- مودو سوغو
- ميتشال كادليتش
- ميراندا
- ميشو بريتشكو
- ميغيل أنجيل مويا
- ميغيل فلانو
- ميكائيل بوتي
- ميكائيل كريتيان بصير
- ناتالي مارتينيز
- نايجل دي يونغ
- نايجل ريو كوكر
- نبيلة كيلاني
- نسيم أوصالح
- نشأت أكرم
- نور صبري
- نيتو تشاندرا
- نيري كاستيلو
- نيكو بولزيتي
- نيكو كرانيكار
- نيكولاس باريخا
- نيكولاس فري
- نيلمار
- هند الحريري
- هوغو ألميدا
- هيث بيرس
- هيرنان بيليرانو
- هيكتور فونت
- هينري بيديمو
- هينوك غويتوم
- هيونه كوانغ ثانه
- والتر غارغانو
- وداد إبيشيفيتش
- ويلسون بلاسيوس
- ياسين هيما
- يان إنغفر كالسين براكر
- يان جوفري
- يورغن ساوميل
- يون اون هاي
- يوهان راماري

### يناير
- 15 يناير - تسوباسا يوناغا، ممثل أداء صوتي ياباني.

## وفيات
- محمد سليم النعيمي، أديب ولغوي وصحفي ودبلوماسي عراقي.
- آنا أندرسون
- أحمد فؤاد محيي الدين
- ألفريد كاستلر
- أنديرا غاندي
- أنور شاؤول
- أوتو رومباخ
- أوليغ أنتونوف
- إد جين
- إنريكو برلينغوير
- باولا غروقر
- بوب كلامبيت
- بول ديراك
- بيار الجميل
- بيوتر كابيتسا
- ترومان كابوت
- تريغ براون
- جورج غالوب
- جوهر سالم
- راغب حرب
- سعد حداد
- شيخموس حسن
- صديق المنشاوي
- طه باقر
- عبد الرزاق نوفل
- عبد الفتاح مصطفى (شاعر)
- عبد المنعم الصاوي
- عصام السرطاوي
- عوده المهنا
- فاليري فورونين
- فرانسيس شيفر
- فيسنته ألكسندر
- فيكتور بوريسوفيتش شكلوفسكي
- كارل كوري
- مارتن نيمولر
- مارتين رايل
- مارك وين كلارك
- مبروك التركي
- محمد نجيب
- معين بسيسو
- ميخائيل شولوخوف
- ميشيل فوكو
- ناصر بن عبد العزيز آل سعود
- نورمان بيتي
- ويليام ألن إيغان
- يوسف الدجوي

### يناير
- 10 يناير - بيتي جرين، إعلامي وممثل أمريكي.
- 28 يناير - عماد حمدي، ممثل مصري.

### فبراير
- 13 فبراير - أويمورا ناؤمي، مغامر ياباني.

### مايو
- 21 مايو - محمد شوقي، ممثل مصري

### يوليو
- 12 يوليو - جوهر سالم، ممثل كويتي
- 26 يوليو - محمد عزة دروزة، كاتب ومفكر قومي عربي
- 28 يوليو - عبد الرحيم منصور، شاعر مصري

### أغسطس
- 22 أغسطس - الطوخي توفيق، ممثل ودوبلير ومصمم ومنفذ معارك سينمائي مصري

### ديسمبر
- 7 ديسمبر - عبد المنعم الصاوي، كاتب صحفي مصري
- 24 ديسمبر - مينوبه ريوكيتشي، سياسي ياباني.

## جوائز عالمية

### جائزة نوبل
- في الفيزياء – الإيطالي كارلو روبيا والهولندي سيمون فان دير مير.
- في الكيمياء – الأمريكي روبرت ميريفيلد.
- في الطب – مناصفة بين الدنماركي نيلس يرني والألماني جورج كوهلر والبريطاني سيزار ميلشتاين.
- في الأدب – التشيكوسلوفاكي ياروسلاف سيفرت.
- في السلام – جنوب أفريقي ديزموند توتو.
- في الإقتصاد – البريطاني ريتشارد ستون.

### جائزة الملك فيصل العالمية
- في خدمة الإسلام – ملك السعودية فهد بن عبد العزيز آل سعود.
- في الدراسات الإسلامية – السوري مصطفى الزرقا.
- في اللغة العربية والأدب – المصري محمود محمد شاكر.
- في الطب – مناصفة بين الأمريكان ويليام غرينوف ومايكل فيلد.
- في العلوم – مناصفة بين الألماني جيرد بينيج والسويسري هاينريخ روهرير.